# یواس‌اس دامینو (آی‌ایکس-۲۰۸)

{{Infobox ship characteristics
یواس‌اس دامینو (آی‌ایکس-۲۰۸) (به انگلیسی: USS Domino (IX-208)) یک کشتی بود که طول آن ۳۳۸ فوت (۱۰۳ متر) Length overall بود. این کشتی در سال ۱۹۱۹ (میلادی)|۱۹۱۹]] ساخته شد.